# Thiochimie
La thiochimie (du grec theion, le soufre) est l'activité de transformation chimique des produits contenant du soufre.